# Anurida polaris
Anurida polaris is een springstaartensoort uit de familie van de Neanuridae. De wetenschappelijke naam van de soort is voor het eerst geldig gepubliceerd in 1954 door Hammer.